# 加勒比共同體
加勒比共同體（Carribean Community）, 簡稱加共體（CARICOM），是15個加勒比國家所建立的區域性整合組織。加勒比共同體成立的主要目的是促進經濟一體化，和其成員國之間的合作，以確保一體化得到資源公平共享，以及協調外交政策。共同體主要活動包括：協調經濟政策和發展規劃、對缺乏資源國家制定發展項目、經營單一市場（Caricom Single Market）和處理區域貿易爭端。
秘書處總部設在蓋亞那共和国首都喬治城。

## 背景
加共體原先由加勒比地區的英語地區國家組成，目前包括所有獨立的說英語系島國以及貝里斯、蓋亞那和蒙特塞拉特，以及所有其他英屬加勒比地區和百慕大作為準成員。直到 1990 年代，英語是其唯一的工作語言。該組織在 1995 年加入了講荷蘭語的蘇里南，並在 2002 年加入了講法語和海地克里奧爾語的海地，該組織變成多語系性質。此外，它在 2003 年增加了西班牙語作為第四種官方語言。2012 年 7 月，加共體宣布他們正在考慮接納法語和荷蘭語成為官方語言。2001 年，政府首腦簽署了經修訂的查瓜拉馬斯條約，為將共同市場轉變為加勒比共同體（加共體）單一市場和經濟的理念掃清了道路。依據修改後條約的一部分內容設立了加勒比法院。

## 歷史
加勒比共同體（CARICOM），最初是加勒比共同體和共同市場，1973年8月1日設立了瓜拉馬斯條約。前四個成員國簽署了瓜拉馬斯條約，包括巴貝多、牙買加、蓋亞那和千里達及多巴哥。
加勒比共同體取代了加勒比自由貿易協會（CARIFTA，1965年至1972年）。西印度聯邦（West Indies Federation ，1958年1月3日至1962年5月31日），提供了持續多年的經濟聯繫之後解體。
成立加勒比共同體的瓜拉馬斯條約，其中包括：2001年7月5日在巴哈馬拿騷舉行的第二十二次會議簽署了加勒比共同體政府首腦會議的加勒比共同體單一市場和經濟（CSME）。

## 成員
| 地位     | 国名           | 加入日期           | 备注                                 |
| -------- | -------------- | ------------------ | ------------------------------------ |
| 正式会员 | 安地卡及巴布達 | 1974年7月4日       |                                      |
| 正式会员 | 巴哈马         | 1983年7月4日       | 不属于关税同盟                       |
| 正式会员 |                | 1973年8月1日       | 四个创始成员之一                     |
| 正式会员 | 1974年5月1日   |                    |                                      |
| 正式会员 | 多米尼克       | 1974年5月1日       |                                      |
| 正式会员 | 格瑞那達       | 1974年5月1日       |                                      |
| 正式会员 |                | 1973年8月1日       | 四个创始成员之一                     |
| 正式会员 | 海地           | 2002年7月2日       | 1998年7月4日成为临时成员             |
| 正式会员 | 牙买加         | 1973年8月1日       | 四个创始成员之一                     |
| 正式会员 |                | 1974年5月1日       | 英国海外领土                         |
| 正式会员 | 圣基茨和尼维斯 | 1974年7月26日      | 以聖克里斯多福-尼維斯-安圭拉身份加入 |
| 正式会员 | 圣卢西亚       | 1974年5月1日       |                                      |
| 正式会员 | 1974年5月1日   |                    |                                      |
| 正式会员 | 苏里南         | 1995年7月4日       |                                      |
| 正式会员 | 千里達及托巴哥 | 1973年8月1日       | 四个创始成员之一                     |
| 准会员   |                | 1999年7月          | 英国海外领土                         |
| 准会员   | 百慕大         | 2003年7月2日       | 英国海外领土                         |
| 准会员   | 英屬維爾京群島 | 1991年7月          | 英国海外领土                         |
| 准会员   | 开曼群岛       | 2002年5月16日      | 英国海外领土                         |
| 准会员   |                | 1991年7月          | 英国海外领土                         |
| 观察员国 | 阿鲁巴         |                    | 荷兰王国构成国之一                   |
| 观察员国 | 哥伦比亚       |                    |                                      |
| 观察员国 |                | 荷兰王国构成国之一 |                                      |
| 观察员国 |                |                    |                                      |
| 观察员国 | 墨西哥         |                    |                                      |
| 观察员国 | 波多黎各       |                    | 美国的非合并的领土                   |
| 观察员国 | 荷屬聖馬丁     |                    | 荷兰王国构成国之一                   |
| 观察员国 | 委內瑞拉       |                    |                                      |

### 正式成員
有15個正式成員:
- 安地卡及巴布達 (1974年7月4日)
- 巴哈马 (1983年7月4日，不屬於關稅同盟)
- (1973年8月1日)
- (1974年5月1日)
- 多米尼克 (1974年5月1日)
- 格瑞那達 (1974年5月1日)
- (1973年8月1日)
- 海地 (臨時成員:1998年7月4日，正式成員:2002年7月2日)
- 牙买加 (1973年8月1日)
- (1974年5月1日，英國海外領地)
- 圣基茨和尼维斯 (1974年7月26日)
- 圣卢西亚 (1974年5月1日)
- (1974年5月1日)
- 苏里南 (1995年7月4日)
- 千里達及托巴哥 (1973年8月1日)

### 準成員
有5個準成員(都是英國海外領地):
- (1999年7月)
- 百慕大 (2003年7月2日)
- 英屬維爾京群島 (1991年7月)
- 开曼群岛 (2002年5月16日)
- (1991年7月)

### 觀察員
有8個觀察員:
- 阿鲁巴
- 哥伦比亚
- 墨西哥
- 波多黎各
- 荷屬聖馬丁
- 委內瑞拉

## 各國關係

### 入侵海地
2004年3月，海地的局勢，其餘的加勒比共同體變得有些緊張。民選總統Jean-Bertrand打電話給其它14個加勒比共同體的政府首腦，並說他被法國和美國綁架。加勒比共同體宣布政府不應該讓它的領導人下台。其他14個政府首腦試圖訪問了牙買加和海地並考慮與他們的活動。此舉有Jean-Bertrand從非洲到牙買加，但激怒了臨時政府總理Gerard Latortue，不久他宣布將採取措施消除加勒比共同體。加勒比共同體首腦然後宣布，他們將舉行了一個投票決定是否暫停承認海地的非民選的臨時政府總理Gerard Latortue，但在表決前他離開了此會議。海地暫停成為加勒比共同體。Gerard Latortue他宣布，他將繼續他的一部分海地計劃暫停加勒比共同體。2004年2月29日，海地的成員資格實際上已被暫停。2006年6月初隨著民主選舉，海地總統René Préval，他在開幕詞時後不久參加了理事會會議。

### 
1999年7月，安圭拉再次成為參與加勒比共同體獲得準成員。在此之前，安圭拉是一個簡單的一部分，加勒比共同體（1974-1980），當時作為組成的正式會員國的聖克里斯多福及尼維斯、安圭拉。
2005年，多米尼加共和國外交部長提出多米尼加共和國政府第二次希望獲得正式成員身份。然而，由於規模龐大，多米尼加共和國的經濟和人口規模相比，當前的加勒比共同體國家和加上多米尼加共和國的歷史上外交政策的團結與加勒比共同體國家，目前尚不清楚是否加共體國家將一致投票承認多米尼加共和國作為正式成員加入組織。加勒比共同體一直在不厭其煩地在試圖融入海地。有專家提議，加勒比共同體可能會加深關係，與多米尼加共和國通過了加勒比國家聯盟（ACS）的代替，這是一個組織，只是短暫停止對單一市場和經濟共同體的基石。目前，多米尼加共和國，未經批准的自由貿易協定（2001年）與加勒比共同體。它同加勒比共同體（1992年至今）根據綜合組織，加勒比論壇，一個經濟體之間的協議和多米尼加共和國與歐盟。在1982年和1991年多米尼加共和國原本成為觀察員，它現在與加勒比共同體要求成為正式成員。
2005年，荷屬安的列斯的正式請求準成員地位。不能確定未來如何解散荷属安的列斯，在未來會影響目前的觀察員地位或要求地位準成員的聖馬丁島。庫拉索宣布，它希望繼續深化與加勒比共同體的關係集團。

### 美屬維爾京群島
在2007年，美屬維京群島政府宣布，將開始尋求與加勒比共同體的關係。維京群島將考慮他們應該加入加勒比共同體。維京群島將獲得觀察員地位，考慮到波多黎各的美國同胞，以及加勒比地區目前的觀察員地位。

## 統計
| 國家           | 土地面積 (Sq. Km) | 人口      | GDP (PPP) Millions USD | GDP Per Capita USD |
| -------------- | ----------------- | --------- | ---------------------- | ------------------ |
| 安地卡及巴布達 | 442.6             | 85,632    | 1,646                  | 18,585             |
| 巴哈马         | 10,010            | 342,000   | 9,228                  | 27,394             |
|                | 430               | 279,000   | 5,244                  | 19,026             |
|                | 22,806            | 320,000   | 2,525                  | 7,881              |
| 多米尼克       | 751               | 72,660    | 0,720                  | 10,045             |
| 格瑞那達       | 344               | 110,000   | 1,153                  | 10,842             |
|                | 196,849           | 772,298   | 3,082                  | 4,035              |
| 海地           | 27,560            | 9,035,536 | 11,562                 | 1,318              |
| 牙买加         | 10,831            | 2,825,928 | 20,958                 | 7,766              |
|                | 102               | 4,488     | 0,029                  | 3,400              |
| 圣基茨和尼维斯 | 261               | 42,696    | 0,750                  | 14,169             |
| 圣卢西亚       | 606               | 160,765   | 1,839                  | 10,819             |
|                | 389               | 120,000   | 1,086                  | 10,150             |
| 苏里南         | 156,000           | 472,000   | 4,436                  | 8,323              |
| 千里達及托巴哥 | 5,128             | 1,305,000 | 27,038                 | 20,723             |

| 國家           | 土地面積 (Sq. Km) | 人口   | GDP (PPP) Millions USD | GDP Per Capita USD |
| -------------- | ----------------- | ------ | ---------------------- | ------------------ |
|                | 91                | 13,477 | 0.108                  | 8,800              |
| 百慕大         | 54                | 67,837 | 5,085                  | 91,477             |
| 英屬維爾京群島 | 151               | 24,000 | 0.840                  | 38,500             |
| 开曼群岛       | 264               | 56,000 | 1,939                  | 43,800             |
|                | 948               | 36,600 | 0.845                  | 6,400              |

| 國家     | 土地面積(Sq. Km) | 人口        | GDP (PPP) Millions USD | GDP Per Capita USD |
| -------- | ---------------- | ----------- | ---------------------- | ------------------ |
| 阿鲁巴   | 180              | 106,000     | 2,400                  | 21,800             |
| 哥伦比亚 | 1,109,104        | 44,928,970  | 396,579                | 8,400              |
|          | 48,320           | 9,523,209   | 76,304                 | 8,570              |
| 墨西哥   | 1,943,945        | 111,211,789 | 1,548,007              | 14,560             |
|          | 800              | 183,000     | 2,450                  | 11,400             |
| 波多黎各 | 8,870            | 3,994,259   | 77.400                 | 19,600             |
| 委內瑞拉 | 882,050          | 28,199,825  | 358,623                | 12,785             |

加勒比共同體將其15個成員國分成兩組：較發達的國家（MDCs）和欠發達國家（LDCs）。
被加勒比共同體指定為比較發達的國家（MDCs）如下：
- 巴哈马
- 牙买加
- 苏里南
- 千里達及托巴哥

被加勒比共同體指定為欠發達國家（LDCs）的有：
- 安地卡及巴布達
- 多米尼克
- 格瑞那達
- 海地
- 圣基茨和尼维斯
- 圣卢西亚

## 組織結構
加勒比共同體（CARICOM）組成的結構。

### 秘書處
- 加勒比共同體秘書處，秘書長的任期為5年，可連任。 （首席行政機關）
- 加勒比共同體秘書長，加勒比共同體秘書長（行政長官）處理外交和社區關係。
- 加勒比共同體常務副秘書長，處理人類和社會發展。
- 加勒比共同體總法律顧問，處理貿易和經濟一體化。

目標聲明加勒比共同體秘書處：
為了提供有力的領導和服務，與社區合作機構和團體，對實現一個可行的，具有國際競爭力和可持續的社區，以改善生活質量的所有。

### 主席
主席的職位（主管共體）輪流舉行，由各區域國家元首（在共和國）和政府首腦（用於領域）15個成員國。

### 加勒比共同體政府首腦會議
加勒比共同體包含一個準內閣個別政府首腦。這些負責人給出具體的專業組合的責任區域整體發展和一體化。

## 加勒比共同體組織

### 主要機構
- 加勒比共同體政府首腦，每個會員國政府的首腦
- 部長常設委員會，部長的責任的具體領域，如常設委員會負責、也包括衛生部長

社區委員會：該委員會由部長來負責，社區事務的任何其他部長指定的會員國。這是其中一個主要機構（另一個是加勒比共同體政府首腦），來支持其他四個機關和三個機構。

### 次要機構
- 財政和計劃理事會（COFAP）
- 外交和共同體關係理事會（COFCOR）
- 人類和社會發展理事會（COHSOD）
- 貿易和經濟發展理事會（COTED）

### 其他機構
- 法律事務委員會（相關：加勒比共同體法），法律事務委員會：提供法律諮詢、組織和機構的共同體
- 預算委員會，審查預算草案和工作方案秘書處和提出建議。
- 委員會央行行長委員會：提供建議來處理貨幣和金融事務。

## 加勒比共同體機構
- 加勒比災害緊急反應機構（CDERA）
- 加勒比氣象研究所（CMI）
- 加勒比世界氣象組織（CMO）
- 加勒比食品公司（CFC）
- 加勒比環境健康研究所（CEHI）
- 加勒比農業研究和發展研究所（CARDI）
- 加勒比區域教育和健康公共衛生中心（REPAHA）
- 加勒比共同體議員大會（ACCP）
- 加勒比發展管理中心（CARICAD）
- 加勒比糧食和營養研究所（CFNI）
- 加勒比考試委員會（CXC）
- 加勒比共同體單一經濟市場（CSME）
- 加勒比法院（CCJ）
- 加勒比共同體競爭委員會（CCC）
- 加勒比區域訊息和翻譯研究所（CRITI）

位於千里達及托巴哥首都西班牙港的加勒比最高法院（CCJ）主要是為了解決加勒比共同市場（CSME）運作過程中的爭端而設置的（該法院的原訟司法管轄權）。加勒比共同體中某些屬於大英國協的成員國選擇給予加勒比最高法院上訴管轄權，使加勒比最高法院取代了位於英國倫敦的樞密院對這些國家扮演的角色，但是多數成員國仍然繼續以樞密院作為最終上訴法院。此外，有三個成員國不採用加勒比最高法院的原訟管轄權或上訴管轄權，包括巴哈馬和海地（因為他們並未簽署修訂後的瓜拉馬斯條約）及蒙特塞拉特（因為目前仍是英國海外屬地）。 

### 處理機構
五個指定的處理機構如下：
- 加勒比開發銀行（CDB）
- 圭亞那大學（UG）
- 西印度群島大學（UWI）
- 加勒比法律研究所/加勒比法律研究所中心（CLI / CLIC）
- 東加勒比國家組織（OECS）

## 加勒比共同體項目

### 加勒比共同體單一市場和經濟

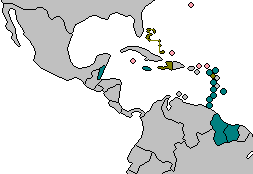
加勒比共同體的成員
不屬於系統的加勒比共同體成員
加勒比共同體的準成員

巴貝多、牙買加、千里達及托巴哥三個國家，原本設定2005年1月5日簽署的有關協議（CSME）。然後又被重新安排，以配合2005年2月19日在圭亞那喬治城新的總部大樓，但後來被推遲裁決後，倫敦樞密院造成了幾個加勒比國家的恐慌。
在2005年年底12個加勒比共同體國家將加入單一市場。巴哈馬和海地沒有預期什麼時候加入，在當時的安排。加勒比共同體秘書處保持著頻繁的接觸東加勒比國家組織（OECS），代表7名正式成員和兩個準成員的加勒比共同體。東加勒比國家組織的許多國家都在尋求自己作為一個微型經濟體集團內部。
2006年1月1日，加勒比共同體單一市場和經濟條約生效。巴貝多、伯利茲、牙買加、圭亞那、蘇里南、千里達及托巴哥作為第一批正式成員。 2006年7月3日，成員數量成長到12個，安提瓜和巴布達、多米尼克、格林納達、聖克里斯多福及尼維斯、聖露西亞、聖文森特和格林納丁斯成為第二批正式成員。英國海外領地蒙特塞拉特正在尋求許可，成為部分單一市場，海地將不參加最初的市場，因為它內部的政治局勢不是很穩定，巴哈馬也不會加入，由於當地人民反對技術工人容易移動到各國。

### 護照

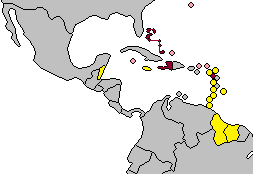
實施共同護照的成員
沒有共同護照的成員
準成員

目前（2009年初），12個會員國已採取加勒比共同體護照。這些國家是：安提瓜和巴布達、巴貝多、伯利茲、多米尼克、格林納達、圭亞那、牙買加、聖克里斯多福及尼維斯、聖露西亞、聖文森特和格林納丁斯、蘇里南、千里達及托巴哥。加勒比共同體成員國尚未發出普通護照有：巴哈馬，蒙特塞拉特和海地。
加勒比共同體護照創建意識，加勒比共同體國民共同體，以及一個特定的國家。

## 參見

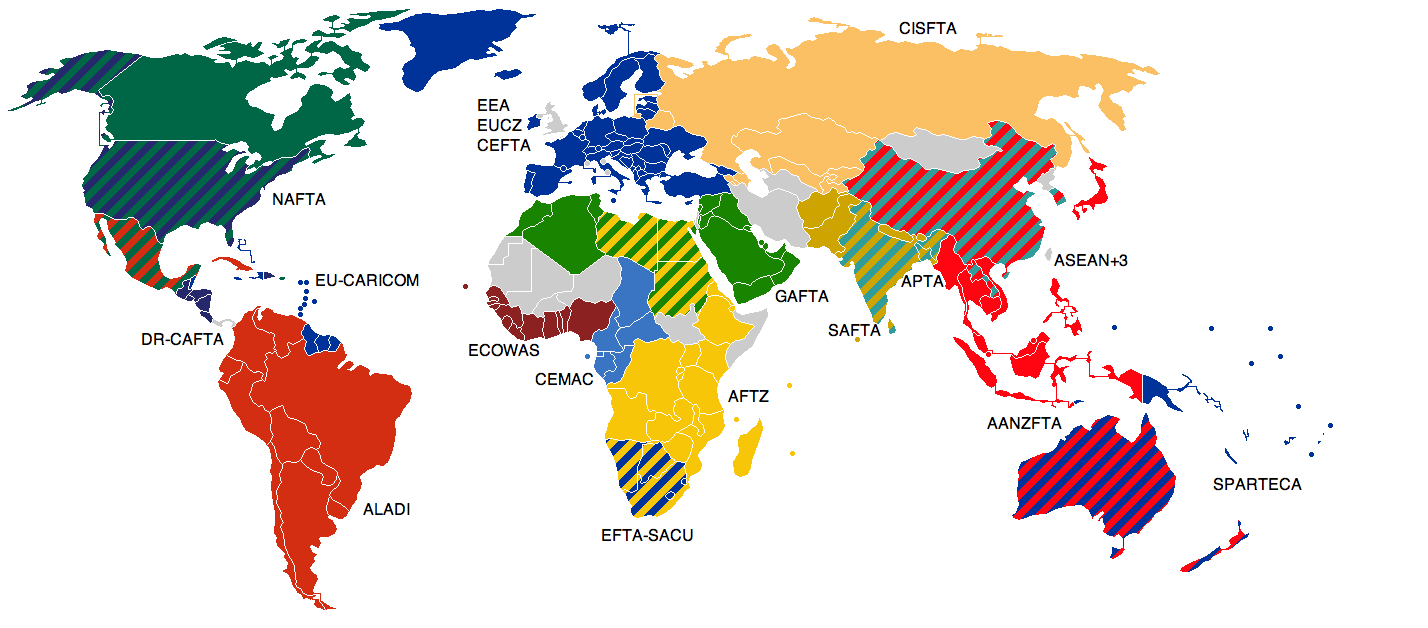
各地的自由貿易協定

## 外部連結
- 官方网站
- CARICOM Statistics（页面存档备份，存于）: Statistical information compiled through the CARICOM Secretariat
- Radio CARICOM: the voice of the Caribbean Community (Press Release)
- CARICOM Single Market and Economy（页面存档备份，存于）: The CSME website  (T&T)
- Caricom Law: Website and online database of the CARICOM Legislative Drafting Facility (CLDF)
- Caricom Trade Support Programme: Government of Trinidad and Tobago
- PANCAP（页面存档备份，存于）: Pan Caribbean Partnership Against HIV/AIDS
- CARICOM Regional Organisation for Standards and Quality (CROSQ)
- CARICOM (Revised Treaty)PDF（573 KiB）
- EU Style Structure Evident in CARICOM
- CARICOM Blog
- Haiti suspends ties with CARICOM（页面存档备份，存于）
- Jamaica Gleaner News - Haiti could return to CARICOM
- Haiti re-admitted?（页面存档备份，存于）
- Caricom must 'think big' to flourish - Regional GDP stands at EC$60 billion.
- Caricom and Haiti: The raising of the Caribbean's 'Iron Curtain'
- How viable is a single Caribbean currency? Part II
- How viable is a single Caribbean currency? Part III
- Sign-up for the Cricket World Cup 2007 visa from 15 December 2006
- Will Caricom slide?
- The Dominican Republic in Caricom? Yes, we can
- Bureau recommends re-examination of Dominican Republic's proposed membership in CARICOM
- Guyana Journal (2007-07): Advancing Integration Between Caricom and Central America（页面存档备份，存于）
- DR 'disses' Caricom